# Glendalough
Glendalough er en dal i Wicklow Mountains i Irland. Dalen ligger omkring 60 km syd for Dublin i Wicklow Nationalpark i County Wicklow. 
Glendalough er et gammelt kristent pilgrimsted, med en historie, der daterer sig mere end 1500 år tilbage. Dalen omfatter to smukt beliggende søer – den øvre og den nedre sø – og rummer derudover et gammelt klosterkompleks med kirker og andre bemærkelsesværdige bygninger. De mest bemærkelsesværdige bygninger er det specielle og mere end 1000 år gamle 33 meter høje runde tårn, samt den endnu ældre kirke Kevins Kitchen (opkaldt efter den kristne prædikant og helgen Sankt Kevin, som grundlagde kirken under sit ophold i dalen i slutningen af 500-tallet). Begge disse bygninger samt klosterkomplekset daterer sig tilbage til før vikingernes ankomst til Irland. Dalen er en stor turistattraktion i Irland med et stort informativt besøgscenter, ligesom der er mange vandremuligheder i omegnen.
Vikingeskibet Skuldelev 2, der ligger på Vikingeskibsmuseet i Roskilde er oprindeligt bygget i Irland af tømmer fra Glendalough, og det er også årsagen til at den rekonstruerede version af Skuldelev 2 hedder Havhingsten fra Glendalough.